# Davide Mucelli
Davide Mucelli (Livorno, 19 novembre 1986) è un ex ciclista su strada italiano con caratteristiche di passista-scalatore, professionista dal 2012 al 2017 e vincitore del Giro dell'Appennino 2013.

## Carriera
Gareggia per sette stagioni tra i Dilettanti Elite/Under-23, ottenendo undici successi, tra cui quelli al Gran Premio Industria del Cuoio e delle Pelli nel 2009 e al Giro del Valdarno nel 2011; veste per quattro stagioni la divisa del Pedale Larigiano, poi per due quella della Bedogni-Grassi-Natalini (A.C. Monsummanese) e infine nel 2011 quella del Team Hopplà-Truck Italia.
Approda tra i professionisti nel 2012 con la Utensilnord-Named di Fabio Bordonali; in stagione veste per un giorno, dopo una lunga fuga, la maglia verde della classifica dei traguardi intermedi alla Vuelta al País Vasco, e ottiene inoltre il quarto posto alla Coppa Agostoni. L'anno successivo passa alla Ceramica Flaminia-Fondriest di Simone Borgheresi. Con la nuova maglia consegue la prima vittoria in carriera nella massima categoria, imponendosi in una delle più blasonate corse ciclistiche italiane, il Giro dell'Appennino.
Nel 2014 e dal 2016 al 2017 veste la maglia della Meridiana Kamen, squadra italo-croata diretta da Antonio Giallorenzo.

## Palmarès
- 2006 (Pedale Larigiano Under-23, una vittoria)

Circuito Valle del Resco
- 2009 (Bedogni-Grassi-Natalini Elite, quattro vittorie)

Coppa Sportivi Malvesi
Gran Premio Chianti Colline d'Elsa
Gran Premio Industria del Cuoio e delle Pelli
Trofeo Rigoberto Lamonica
- 2010 (Bedogni-Grassi-Natalini Elite, due vittorie)

Trofeo Ciclistico Castelnuovo Val di Cecina
Coppa 29 Martiri di Figline di Prato
- 2011 (Team Hopplà-Truck Italia-Mavo-Valdarno Project Elite, quattro vittorie)

Giro del Montalbano
Trofeo Tosco-Umbro - Trofeo Gabriele
Giro del Valdarno
Gran Premio Madonna delle Grazie
- 2013 (Ceramica Flaminia-Fondriest, una vittoria)

Giro dell'Appennino